# Oak Park (Michigan)
Oak Park is een plaats in de Amerikaanse staat Michigan, en valt bestuurlijk gezien onder Oakland County.

## Demografie
Bij de volkstelling in 2000 werd het aantal inwoners vastgesteld op 29.793.
In 2006 is het aantal inwoners door het United States Census Bureau geschat op 30.960, een stijging van 1167 (3,9%).

## Geografie
Volgens het United States Census Bureau beslaat de plaats een oppervlakte van
13,0 km², geheel bestaande uit land.